# Saint-Livres
Saint-Livres (toponimo francese) è un comune svizzero di 688 abitanti del Canton Vaud, nel distretto di Morges.

## Storia

### Simboli
Lo stemma è stato adottato ufficialmente nel 1926 e fa riferimento alle foreste locali e alla silvicoltura.

## Monumenti e luoghi d'interesse
- Chiesa riformata di San Liberio, ricostruita nel 1447[3].

## Società

### Evoluzione demografica
L'evoluzione demografica è riportata nella seguente tabella:
Abitanti censiti

## Amministrazione
Ogni famiglia originaria del luogo fa parte del cosiddetto comune patriziale e ha la responsabilità della manutenzione di ogni bene ricadente all'interno dei confini del comune.